# U.S. Route 50 (Illinois)
La U.S. Route 50 o Ruta Federal 50 (abreviada US 50) es una autopista federal ubicada en el estado de Illinois. La autopista inicia en el oeste desde la US 50  , I 255  en Columbia hacia el este en la US 50  en Lawrenceville. La autopista tiene una longitud de 266,8 km (165.79 mi).

## Mantenimiento
Al igual que las carreteras estatales, las carreteras interestatales, y el resto de rutas federales, la U.S. Route 50 es administrada y mantenida por el Departamento de Transporte de Illinois por sus siglas en inglés IDOT.

## Cruces
La U.S. Route 50 es atravesada principalmente por la  I 64  I 255  US 51  I 57 .